# Édouard de Vésinne
 (février 2018).
Si vous disposez d'ouvrages ou d'articles de référence ou si vous connaissez des sites web de qualité traitant du thème abordé ici, merci de compléter l'article en donnant les références utiles à sa vérifiabilité et en les liant à la section « Notes et références ».
Edouard de Vésinne-Larue est un producteur de cinéma et de télévision français, né le 20 décembre 1962. Il dirige la société de production Incognita, qu'il a cofondée, et a produit plus de 50 films, séries et fictions depuis 2002 au sein d'Incognita, EuropaCorp, EuropaCorp Télévision et Cipango.
En cinéma, il a produit plusieurs longs-métrages, dont Haut les filles (2019) de François Armanet, Ni une ni deux (2018) de Anne Giafferi et Et les mistrals gagnants (2016) d'Anne-Dauphine Julliand.
En télévision, Édouard de Vésinne a produit plusieurs séries internationales comme Taken, Taxi Brooklyn, XIII, la série, et françaises comme No Limit, Les Bleus, premiers pas dans la police et Section Zéro et plus récemment César Wagner pour France 2, et de nombreux films unitaires primés (International Emmy Awards, Festival de la Rochelle, Festival de Luchon, Prix SACD de la Critique, autres).

## Biographie
Après ses études à HEC et à l'INSEAD, Edouard de Vésinne commence sa carrière en 1989 au sein du groupe PolyGram, où il est successivement responsable Business Affairs-Finance du label Barclay, puis de PolyGram Audiovisuel France.
En 1996, il est nommé Directeur de la Production TV/Cinéma et membre du Comité de Direction du groupe M6. Il quitte son poste en 2002 pour reprendre et développer avec Thomas Anargyros la société de production Cipango.
Entre 2002 et 2010, ils produisent notamment L'Amour aux trousses de Philippe de Chauveron, Coluche : L'Histoire d'un mec d'Antoine de Caunes, Nuit noire 17 octobre 1961 d'Alain Tasma, qui remporte un International Emmy Award 2006 dans la catégorie TV Movie/MiniSeries. La même année, Cipango remporte le Prix du Producteur Français de télévision,.
En 2010, Cipango est rachetée par EuropaCorp et devient EuropaCorp Télévision. Edouard de Vésinne et Thomas Anargyros continuent d'y produire des séries, téléfilms et mini-séries comme Les Bleus, premiers pas dans la police, XIII, la série, No Limit, Taxi Brooklyn, Section Zéro , etc..
En 2010, Edouard de Vésinne crée avec Thomas Anargyros la société Incognita, afin de produire des longs-métrages en parallèle de leur activité TV à EuropaCorp Télévision.
Ils produisent Possessions d'Eric Guirado, mais également L'Homme qui rit de Jean-Pierre Améris qui est présenté hors compétition à la Mostra de Venise 2012.
En 2014, Edouard de Vésinne reprend entièrement Incognita et produit Père fils thérapie ! d'Emile Gaudreault (2016).
En 2016, il devient Directeur Général Délégué du groupe EuropaCorp et pilote notamment entre 2016 et 2017 une augmentation de capital de 60M €, la cession des Multiplexes à Pathé et du catalogue musical à Sony.
Il produit aussi pour EuropaCorp le film de Fabrice Eboué, Coexister, sorti le 11 octobre 2017, mais également au sein d’Incognita Et les mistrals gagnants d'Anne-Dauphine Julliand (2017).
En septembre 2017, il quitte EuropaCorp pour se consacrer entièrement à la production au sein d'Incognita avec Les Goûts et les Couleurs de Myriam Aziza (2018), Ni une ni deux d'Anne Giafferi (2018) et Haut les filles de François Armanet (2019), un film documentaire sur la révolution rock au féminin, avec au casting Jeanne Added, Jehnny Beth, Lou Doillon, Charlotte Gainsbourg, Camélia Jordana et Vanessa Paradis. Le film est sélectionné au Festival de Cannes 2019.
En 2019, il produit un unitaire pour France 2, César Wagner, le premier volet d'une collection avec un nouveau héros policier interprété par Gil Alma. Celui-ci réunit 4,9 millions de téléspectateurs le soir de sa diffusion, le vendredi 17 janvier 2020. Les deuxième et troisième épisodes devraient être diffusés à la fin de l'année 2020.
En parallèle, il produit également aux côtés de David Amselem un téléfilm pour Arte, Les Héritières, réalisé par Nolwenn Lemesle (2020), une chronique adolescente mettant en scène Déborah François et deux jeunes actrices Tracy Gotoas et Fanta Kebe. Déborah François, également également au casting de Sauver Lisa, une mini-série pour M6 réalisée par Yann Samuell avec Caroline Anglade, Cristiana Reali et Victoria Abril.

## Filmographie

### Producteur / Longs-métrages
- 2004 : L'Américain de Patrick Timsit
- 2005 : L'Amour aux trousses de Philippe de Chauveron
- 2008 : Coluche : L'Histoire d'un mec d'Antoine de Caunes
- 2008 : Ultimatum d'Alain Tasma
- 2012 : Possessions d'Eric Guirado
- 2012 : L'Homme qui rit de Jean-Pierre Améris
- 2016 : Père fils thérapie ! d'Emile Gaudreault
- 2017 : Et les mistrals gagnants d'Anne-Dauphine Julliand
- 2018 : Les Goûts et les Couleurs de Myriam Aziza
- 2019 : Ni une ni deux d'Anne Giafferi
- 2019 : Haut les filles de François Armanet
- 2022 : Une Mère de Sylvie Audcœur[9]

### Producteur / Séries télévisées et miniséries
- 2007-2010 : Les Bleus, premiers pas dans la police (saison 1 : 12 épisodes, saison 2 : 6 épisodes, saison 3 : 8 épisodes, saison 4 : 8 épisodes)
- 2008 : Mac Orlan (4 épisodes)
- 2009 : Ligne de feu (8 épisodes)
- 2011 : XIII, la série (saison 1 : 13 épisodes, saison 2 : 13 épisodes)
- 2012-2015 : No Limit (saison 1 : 6 épisodes, saison 2 : 8 épisodes, saison 3 : 10 épisodes)
- 2014 : Le Passager (6 épisodes)
- 2014 : Taxi Brooklyn (12 épisodes)
- 2015 : Section Zéro (8 épisodes)
- Depuis 2020 : César Wagner (9 épisodes)
- 2020 : Sauver Lisa (6 épisodes)
- 2022 : Visions (6 épisodes)
- 2022 : La Maison d'en face (6 épisodes)
- 2024 : Tout Cela Je te le donnerai (6 épisodes)

### Producteur / Téléfilms
- 2006 : Les Bleus, premiers pas dans la police (pilote)
- 2006 : Disparition de Laurent Carcélès
- 2007 : Nuit noire 17 octobre 1961 d'Alain Tasma
- 2007 : Opération Turquoise d'Alain Tasma
- 2009 : Douce France de Stéphane Giusti
- 2012 : Nom de code : Rose d'Arnauld Mercadier
- 2013 : Le Vol des cigognes de Jan Kounen (2 épisodes)
- 2013 : C'est pas de l'amour de Jérôme Cornuau
- 2014 : L'Héritière d'Alain Tasma
- 2014 : Danbé, la tête haute de Bourlem Guerdjou
- 2014-2016 : Collection Mary Higgins Clark (6 téléfilms)
- 2016 : Frères à demi de Stéphane Clavier
- 2016 : Marion, 13 ans pour toujours de Bourlem Guerdjou
- 2017 : Un ciel radieux de Nicolas Boukhrief
- 2020 : Les Héritières de Nolwenn Lemesle
- 2022 : Les Particules élémentaires d'Antoine Garceau[10]
- 2023 : Maman, ne me laisse pas m'endormir de Sylvie Testud

## Distinctions
- Prix du Producteur Français de télévision 2007 pour Cipango
- Un Ciel Radieux, réalisé par Nicolas Boukhrief pour Arte
  - Prix de la meilleure musique pour Rob au Festival de la fiction TV de La Rochelle 2017[11]

- Marion, 13 ans pour toujours, réalisé par Bourlem Guerdjou pour France 3
  - Prix du Meilleur Film de Télévision au Festival COLCOA de 2017[12]

- Tu es mon fils, réalisé par Didier Le Pêcheur pour TF1
  - Prix du Meilleur Film Unitaire Francophone de Télévision au Festival Polar de Cognac 2015[13]

- Danbé, la tête haute, réalisé par Bourlem Guerdjou pour Arte
  - Prix du Meilleur Film de Télévision au Festival de la fiction TV de La Rochelle 2014[14]
  - Prix Poitou-Charentes des lecteurs de Sud Ouest au Festival de la fiction TV de La Rochelle 2014
  - Prix du Meilleur Film de Télévision au Festival COLCOA de 2015[15]
  - Prix de la Meilleure Actrice pour Tatiana Rojo au Festival International de Cinéma Vues d’Afrique de 2015

- Où es-tu maintenant ?, réalisé par Arnaud Sélignac pour France 3
  - Prix de la Meilleure Interprétation Masculine pour Patrick Chesnais au Festival de la Fiction de La Rochelle 2014[16]

- C'est pas de l'amour, réalisé par Jérôme Cornuau pour France 2
  - Prix de la Meilleure Réalisation au Festival de la fiction TV de La Rochelle 2013[17]
  - Prix de la Meilleure Interprétation Féminine pour Marie Guillard au Festival de la fiction TV de La Rochelle 2013
  - Prix de la région Poitou Charente au Festival de la fiction TV de La Rochelle 2013

- Nom de code : Rose, réalisé par Arnauld Mercadier pour TF1
  - Prix de la Meilleure Musique au Festival de la fiction TV de La Rochelle 2013

- Emma, réalisé par Alain Tasma pour France 2
  - Prix du Meilleur Jeune Espoir Féminin pour la comédienne Rebecca Marder au Festival de la fiction TV de La Rochelle 2011[18]

- Fracture, réalisé par Alain Tasma pour France 2
  - Prix de la meilleure fiction de télévision 2011 décerné par le Syndicat Français de la Critique Cinéma et des films de télévision[19]
  - Prix du jury TV5 Monde à la 16e édition de Cinéma Tous Écrans 2010 de Genève

- Les Bleus, premiers pas dans la police, saison 2 réalisée par Didier Le Pêcheur et Christophe Douchand pour M6
  - Prix de la meilleure actrice dans une fiction française pour Clémentine Célarié au Grand Prix des Séries Télé 2 Semaines 2010

- Douce France, réalisé par Stéphane Giusti pour France 2
  - Prix du meilleur interprète masculin pour Mehdi Nebbou et Prix de la révélation féminine pour Karina Testa au Festival de la fiction TV de La Rochelle 2009[20]

- Le Bruit des gens autour, long métrage réalisé par Diastème
  - Prix Spécial du Jury - Special Mention to Diastème for Sunny Spells au Festival international du film de Thessalonique 2008
  - Prix du Public - Fischer Public for Choice Awards for Sunny Spells au Festival de Thessalonique
  - Prix Spécial du Jury au Festival du premier film de la Ciotat

- Opération Turquoise, réalisé par Alain Tasma pour Canal+ et France 2
  - Golden Gate Award 2008 au San Francisco International Film Festival, Best Television Narrative Long Form
  - Prix de la Fiction d’actualité du Sénat aux Lauréats de la radio et de la télévision 2008

- Les Bleus, premiers pas dans la police - Saison 1 - réalisée par Vincent Monnet, Didier Le Pêcheur et Patrick Poubel pour M6
  - Prix de la meilleure série de prime time au Festival de la fiction TV de La Rochelle 2007
  - Trophée du Film Français 2008 : Prix Duo Télévision

- Les Bleus, premiers pas dans la police, pilote, réalisé par Alain Tasma pour M6
  - Grand Prix de la Série et Prix du Jeune Espoir Masculin pour le comédien Mhamed Arezki au Festival international du Film de Télévision de Luchon 2006

- Nuit noire 17 octobre 1961, réalisé par Alain Tasma pour Canal+ et France 3
  - Prix de Meilleur Film aux 2006 International Emmy Awards dans la catégorie TV Movie/MiniSeries
  - Sélection officielle au Festival international du film de Toronto 2005
  - Prix du Jury et mention spéciale, Capital Focus Award, au Washington, DC International Film Festival 2006
  - Trophées du film français 2006 : Trophée duo TV Alain Tasma/Thomas Anargyros et Edouard de Vésinne
  - Grand Prix de la Critique Meilleure Fiction Française 2005 décerné par le Syndicat Français de la Critique Cinéma et des films de télévision
  - Lauréat du Grand Prix du Meilleur Scénario de Télévision 2005, décerné dans le cadre du FIPA 2005 avec le soutien de France 2